# Orężna
Orężna – część miasta Piaseczna (SIMC 0921467), w województwie mazowieckim, w powiecie piaseczyńskim. Leży w zachodniej części miasta, przy granicy z Łoziskami i Jazgarzewszczyzną.
Dawniej samodzielna wieś, w latach 1867–1952 w gminie Nowo-Iwiczna w powiecie warszawskim. W 1921 roku Orężna liczyła 115 mieszkańców. 20 października 1933 utworzono gromadę Orężna w granicach gminy Nowo-Iwiczna, składającą się z samej wsi Orężna.
Podczas II wojny światowej w Generalnym Gubernatorstwie, w dystrykcie warszawskim. W 1943 Orężna liczyła 227 mieszkańców.
4 sierpnia 1944 roku wieś została spacyfikowana przez wojska niemieckie w odwecie za pomoc udzielaną partyzantom. Zamordowanych zostało 11 mieszkańców. 
1 lipca 1952 Orężną wyłączono ze znoszonej gminy Nowo-Iwiczna i włączono do Piaseczna w nowo utworzonym powiecie piaseczyńskim.